# Apiloscatopse flavocincta
Apiloscatopse flavocincta är en tvåvingeart som först beskrevs av Oswald Duda 1928.  Apiloscatopse flavocincta ingår i släktet Apiloscatopse och familjen dyngmyggor. Inga underarter finns listade i Catalogue of Life.